# Johann-Karl Schmidt
Johann-Karl Schmidt (* 15. Januar 1942 in Braunschweig) ist ein deutscher Kunsthistoriker.

## Leben
Johann-Karl Schmidt legte 1962 am Wilhelm-Gymnasium in Braunschweig das Abitur ab. Er studierte in Braunschweig, Freiburg, Wien und München Kunstgeschichte, Byzantinistik und Architektur. Von 1966 bis 1968 arbeitete er als Stipendiat am Kunsthistorischen Institut Florenz. 1969 wurde er an der Ludwig-Maximilians-Universität München bei Wolfgang Braunfels mit einer Dissertation zur Florentiner Skulptur des Frühbarock zum Dr. phil. promoviert. Nach beruflichen Stationen am Wallraf-Richartz-Museum / Museum Ludwig in Köln und am Ulmer Museum wurde er 1978 Kustos am Hessischen Landesmuseum Darmstadt für die beiden Abteilungen Neuzeitliche Malerei und Kunst des 20. Jahrhunderts mit der Sammlung Ströher und dem Block Beuys. Für Darmstadt betreute er das Neubauprojekt für die Kunst des 20. Jahrhunderts, für das er zusammen mit Hans-Jürgen Müller die Sammlung „Tiefe Blicke – Kunst der 80er Jahre in der Bundesrepublik Deutschland, der DDR, Österreich und der Schweiz“ aufbaute; sie präsentierte zum ersten Mal die subversiven Künstlergruppierungen der DDR in Westdeutschland. Als Stiftungen erwarb er einen Sammlungskomplex Hans Hartung sowie die Sammlung Dieter Keller/Stuttgart. Durch seine Ankaufspolitik wurde moderne Kunst dauerhaft im Museum verankert. 1986 war er Kurator von Martin Kippenbergers erster Museumsausstellung Miete-Strom-Gas.
Im November 1986 wurde er Direktor der Galerie der Stadt Stuttgart. Er überwand die seit deren Gründung gültige Bestimmung, die Sammlung ausschließlich auf Stuttgarter und württembergische Kunst abzustellen und richtete sie übernational aus. Er war zuständig für deren Neubauprojekt und Gründungsdirektor des Kunstmuseums Stuttgart, dessen Sammlung er mit den Schwerpunkten Otto Dix, Dieter Roth, Markus Lüpertz, Walter Stöhrer, Horst Antes, Dieter Krieg aufbaute, und das er mit Ausstellungen zur Gegenwartskunst profilierte. Für Stuttgart erwarb er die Sammlungen Pelikan/Adolf Hölzel, Heinz Teufel sowie die Zusagen der Sammlungen Otto und Etta Stangl und Gunzenhauser. Er organisierte zahlreiche Ausstellungen zur modernen und zeitgenössischen Kunst und verfasste begleitende Ausstellungskataloge, unter anderen zu Horst Antes, Willi Baumeister, Lawrence Carroll, Tony Cragg, Otto Dix, Jan Fabre, Duane Hanson, Dieter Krieg, Markus Lüpertz, Tatsuo Miyajima, K.R.H. Sonderborg, Walter Stöhrer, Ben Willikens.
Ab 1999 war er zuständig für den Museumsneubau des Kunstmuseums am Kleinen Schlossplatz. Dieser Bau entfernte sich im Laufe der Planungen architektonisch, technisch-ökonomisch und vor allem museologisch immer weiter von seinen Vorstellungen geeigneter Museumsarchitektur, so dass er 2003 sein Amt aufgab und die Auswärtigen Kulturaktivitäten der Stadt Stuttgart leitete. Mit ihm aus denselben Gründen verließen die Sammler Stangl und Gunzenhauser die Stadt Stuttgart und gründeten mit seinem Rat eigene Museumsprojekte in Kochel und Chemnitz.
Johann-Karl Schmidt versah akademische Lehraufträge an der Universität der Künste Berlin und an der Akademie der Bildenden Künste München. Seit 2007 lebt er in Berlin und Collina d’Oro.

## Bibliographie
- Zu Vignolas Palazzo Bocchi in Bologna, in: Mitteilungen des Kunsthistorischen Institutes in Florenz, XIII, 1967.
- Zum statuarischen Werk des Giovanni Battista Caccini, Wienand Verlag, Köln 1971.
- Hans Jürgen Diehl, Großstadtkunst. Bilder und Zeichnungen 1963–1977. Ulm 1977.
- Paul Klee, Gemälde Aquarelle Zeichnungen aus dem Besitz von Felix Klee, Hessisches Landesmuseum Darmstadt, 1980
- Tiefe Blicke, Kunst der 80er Jahre aus der Bundesrepublik Deutschland, der DDR, Österreich und der Schweiz, DuMont Verlag, Köln 1984, ISBN 3-7701-1740-9.
- H.J.Diehl, Weg aus einer Utopie, Staatliche Kunsthalle Berlin 1985, ISBN 3-88725-175-X.
- Martin Kippenberger, Miete-Strom-Gas, Darmstadt 1986.
- Horst Antes, Die Berliner Bilder, Cantz, Stuttgart 1989.
- Otto Dix, Bestandskatalog, Cantz, Stuttgart 1989, ISBN 3-89322-132-8.
- Otto Dix, Zum 100. Geburtstag, Cantz, Ostfildern 1991, ISBN 3-7757-0335-7.
- Markus Lüpertz, Zur Ausstellung und zum Werkverzeichnis der Druckgraphik, Stuttgart 1991, ISBN 3-89322-360-6.
- Horst Antes, Vom Kopf auf die Füße, Frankfurt 1992, ISBN 3-922643-10-8.
- Edvard Munch und seine Modelle, Ostfildern 1993, ISBN 3-7757-0413-2.
- Horst Antes, Haus und Zahl zu Raum und Zeit, in: Antes Bilder 1959 bis 1993, Cantz, Ostfildern 1993.
- Salvo, Ostfildern 1994, ISBN 3-89322-646-X.
- Vom Kriege, in: Homo homini lupus. Markus Lüpertz – Krieg, Pforzheim 1994, ISBN 3-9803529-6-X, S. 11–27.
- Jan Fabre, Der Leimrutenmann, Cantz Verlag, Ostfildern 1995, ISBN 3-89322-751-2.
- Nikolaus Koliusis, Zwischen-Raum, Ostfildern 1996, ISBN 3-89322-834-9.
- Art Can See – Les Levine, Cantz Verlag, Ostfildern 1997, ISBN 3-89322-913-2.
- Otto Dix, Pittore di una società spietata, Mailand 1997, ISBN 88-202-1216-1.
- Otto Dix, Metropolis, Paris und Saint-Paul 1998, ISBN 2-900923-16-6.
- Otto Dix, Ein Künstlertum in der Sprache des Volkes, Cantz, Ostfildern 1999.
- Tony Cragg, Spyrogyra, Cantz, Ostfildern 1999.
- Tatsuo Miyajima, Zahlen aus Kunstlicht, Cantz, Ostfildern 2000.
- Joan Jonas, Performance Video Installation, Ostfildern 2001, ISBN 3-7757-0977-0.
- Duane Hanson und Otto Dix, in: Duane Hanson, More Than Reality, Cantz, Ostfildern 2001, ISBN 3-7757-9092-6.
- Pietro Sanguineti, full, Ostfildern 2002, ISBN 3-935293-30-5.
- Arkadien – Kritik einer Idylle, Villingen-Schwenningen 2010, ISBN 978-3-939423-22-5.
- Volker Stelzmann, Die Galerie, Frankfurt am Main 2011, ISBN 978-3-925782-69-5.
- Otto Dix, Beruf Maler, Gera 2011, S. 127–137, ISBN 978-3-910051-59-1.
- Horst Antes, Taghelle Mystik, Werkverzeichnis der Gemälde 1997 bis 2003, Bd. 10, Künzelsau 2015, ISBN 978-3-89929-185-8.
- Giorgio Morandi – Der Tod des Lichts, Städt. Galerie Villingen-Schwenningen 2018, ISBN 978-3-939423-71-3.
- Hermann Hesse malt, 2020, ISBN 978-3-939423-81-2.